# Karolina Chlewińska
Karolina Chlewińska (Gdynia, 8 de novembro de 1983) é uma esgrimista polaca de florete, medalhista mundial e europeia.

## Carreira
Chlewińska possui uma medalha de bronze no Campeonato Europeu, conquistada em Esmirna. Quatro anos depois, integrou a equipe nacional junto com Anna Rybicka, Katarzyna Kryczało e Sylwia Gruchała. As polacas conquistaram a medalha de prata.
Chlewińska tem duas participações por equipes nas Olimpíadas. Sua estreia em 2008, nos Jogos de Pequim. Ela, no entanto, disputou apenas da vitória sobre o Egito, na disputa pela sétima posição. Quatro anos depois, nos Jogos de Londres, ela integrou a equipe polaca que terminou o evento na quinta posição.